# Scipione Caffarelli Borghese

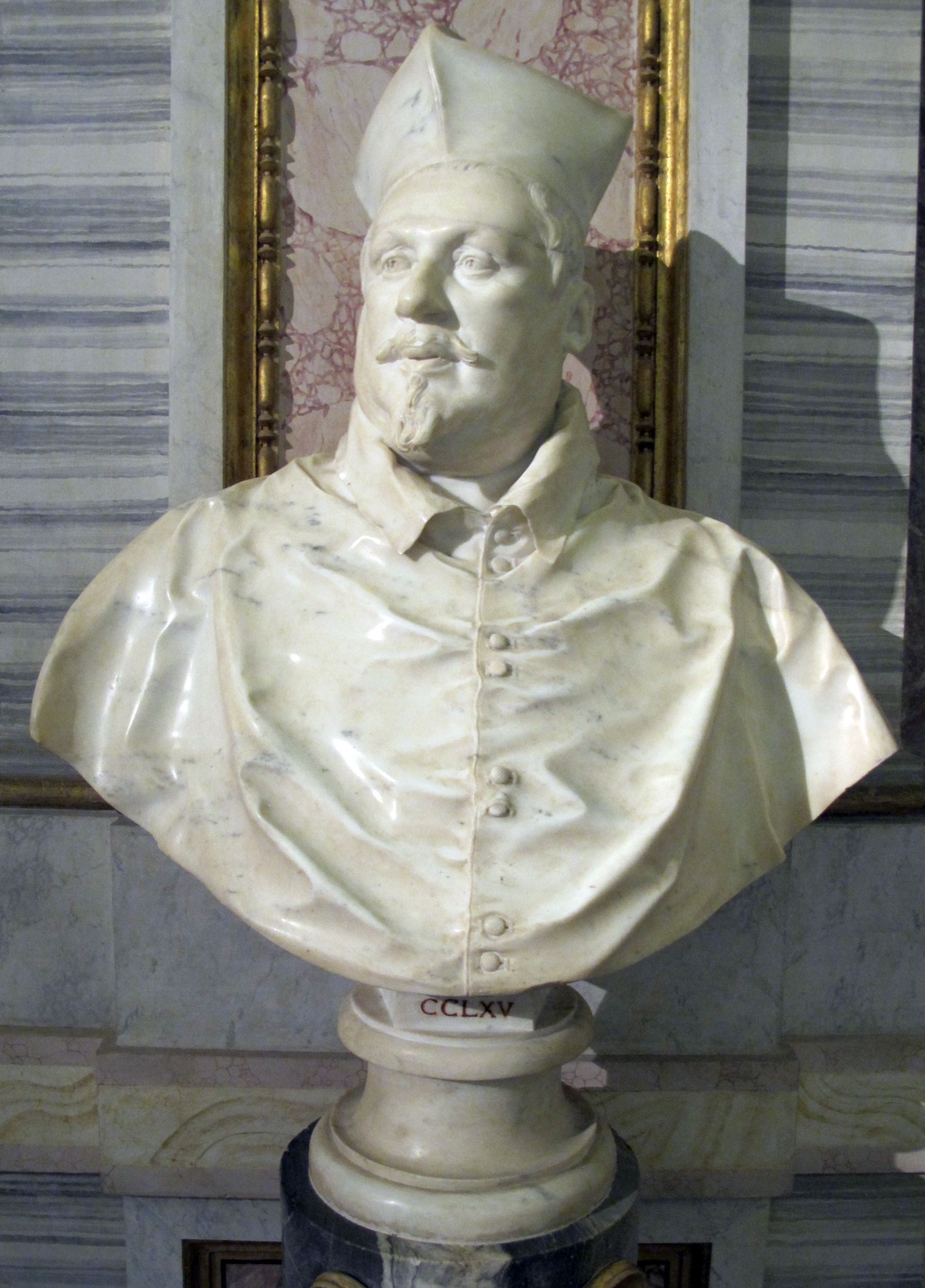
Büste (1632) von Gian Lorenzo Bernini: Kardinal Scipione Borghese

Scipione Caffarelli Borghese (* 1. September 1577 in Artena; † 2. Oktober 1633 in Rom) war ein italienischer Geistlicher, Bischof und Kardinal der Römischen Kirche.

## Leben
Scipione wurde als Sohn von Francisco Caffarelli und Ortensia Borghese in Rom geboren. Nach der Wahl seines Onkels Camillo Borghese 1605 zum Papst Paul V., wurde Scipione Caffarelli vom neuen Papst adoptiert, was ihm den Namen Borghese verschaffte, den er fortan meist ohne Zusatz seines Geburtsnamens führte. Am 18. Juli 1605 wurde er zum Kardinal erhoben.
Aufsehen erregte seine enge Beziehung zu dem Studienkommilitonen von der Universität Perugia, Stefano Pignatelli (1578–1623), was Neidern in der Kurie zu Gerüchten Anlass gab. Paul V. ließ Pignatelli beobachten und – als Scipione ihn nach Rom holte – ins Priesterseminar aufnehmen; doch musste Pignatelli sich zweimal vor der Inquisition von dem Vorwurf befreien, einen „unangemessenen Einfluß“ auf den jungen Kardinal zu nehmen. 1621 sollte Pignatelli schließlich selbst Kardinal werden.
Als Kardinalnepot war Scipione Borghese von 1605 bis 1621 faktischer Leiter der Regierung des Vatikans (der Funktion nach Kardinalstaatssekretär) und ein typisches Beispiel des seinerzeit verbreiteten Nepotismus. Von 1610 bis 1612 war er Erzbischof von Bologna und päpstlicher Legat sowie 1610–1633 Kardinalgroßpönitentiar. Bereits seit 1609 war Scipione Caffarelli Borghese Bibliothekar der Heiligen Römischen Kirche, was er bis 1618 blieb. Seit 1611 war er Kardinalprotektor für die Deutsche Nation und seit 1629 Kardinalbischof von Sabina, beide Ämter bekleidete er bis zu seinem Tod. Sein Einkommen aus diesen gut dotierten Ämtern betrug 1612 bereits 140.000 Scudi. Von Pier Francesco Colonna erwarb er die Grundherrschaften Montefortino und Olevano Romano.

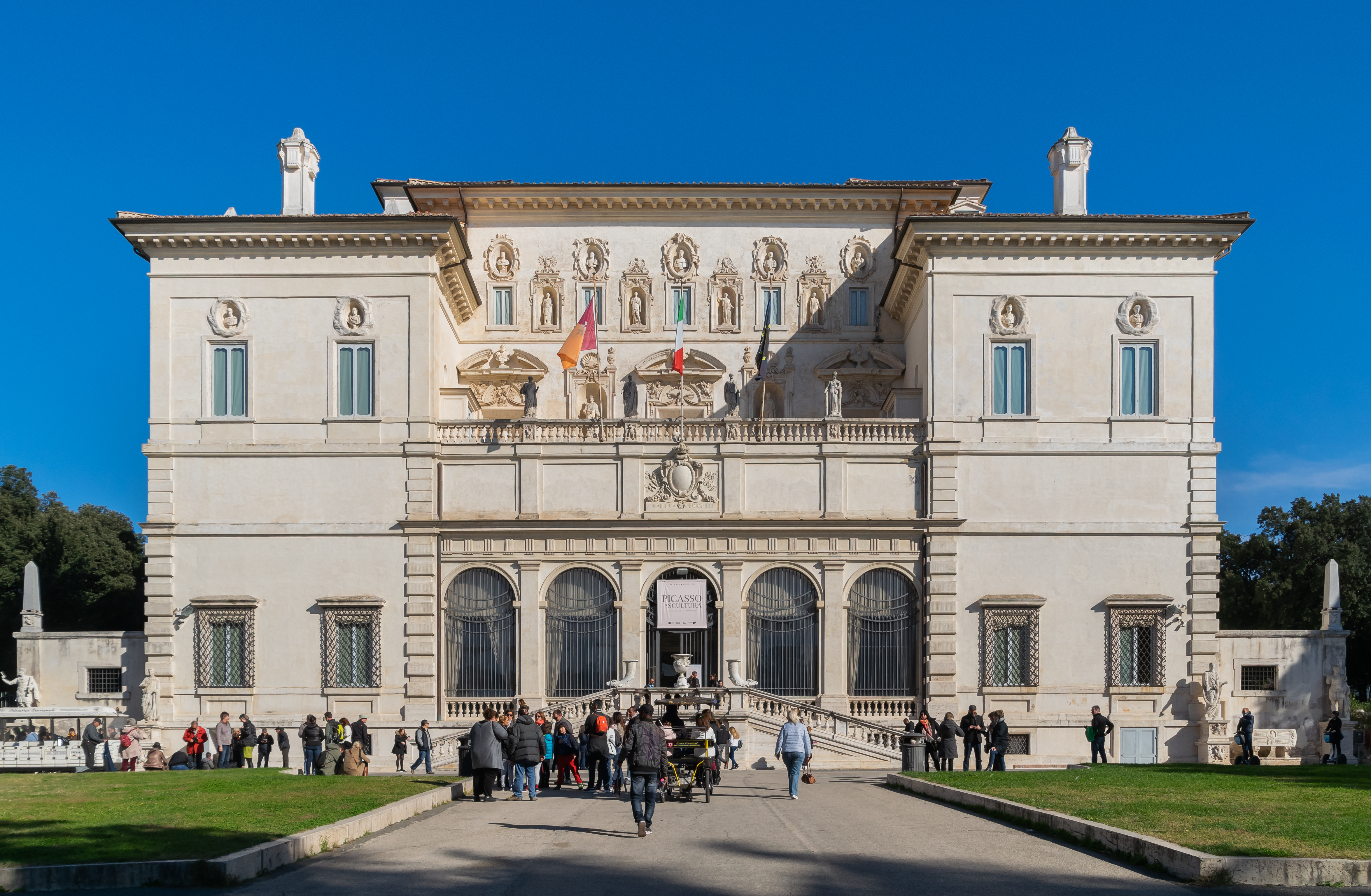
Galleria Borghese in Rom

Scipione Borghese war Bauherr der Villa Borghese und Begründer der Gemäldesammlung Galleria Borghese in Rom, einer der berühmtesten und wertvollsten privaten Gemäldesammlungen der Welt, die sich jetzt im Besitz des italienischen Staates befindet; auch ließ er u. a. von Carlo Maderno den späteren Palazzo Pallavicini Rospigliosi auf dem Gelände der Konstantinsthermen errichten. Den vom Papst erworbenen Palazzo Borghese bewohnten dessen Brüder mit ihren Familien.
Scipione war unermüdlich als Bauherr und großzügiger Kunstmäzen tätig. Er gab unter anderem die Umgestaltung der Cappella Caffarelli in der Santa Maria sopra Minerva in Auftrag. Er beschäftigte sich auch mit der Renovierung oder Neugestaltung zahlreicher römischer Kirchen, darunter San Crisogono, Santa Maria sopra Minerva, Santa Maria della Vittoria und von Kirchen außerhalb Roms wie San Gregorio Magno (Kampanien), Montefortino (Marken), Monte Compatri.
Eine Reihe der Skulpturen von Gian Lorenzo Bernini entstanden in seinem Auftrag. Bernini schuf unter anderem zwei Marmorbüsten des Kardinals, die sich heute in der Galleria Borghese befinden. Eine weitere Büste schuf Giuliano Finelli. Dabei fällt vor allem die äußerliche Ähnlichkeit mit seinem päpstlichen Onkel auf.
Scipione starb 1633 und wurde in der Cappella Paolina Borghesiana in der Kirche Santa Maria Maggiore in Rom beigesetzt, der Grablege seiner Familie, in der auch Paul V. bestattet ist.

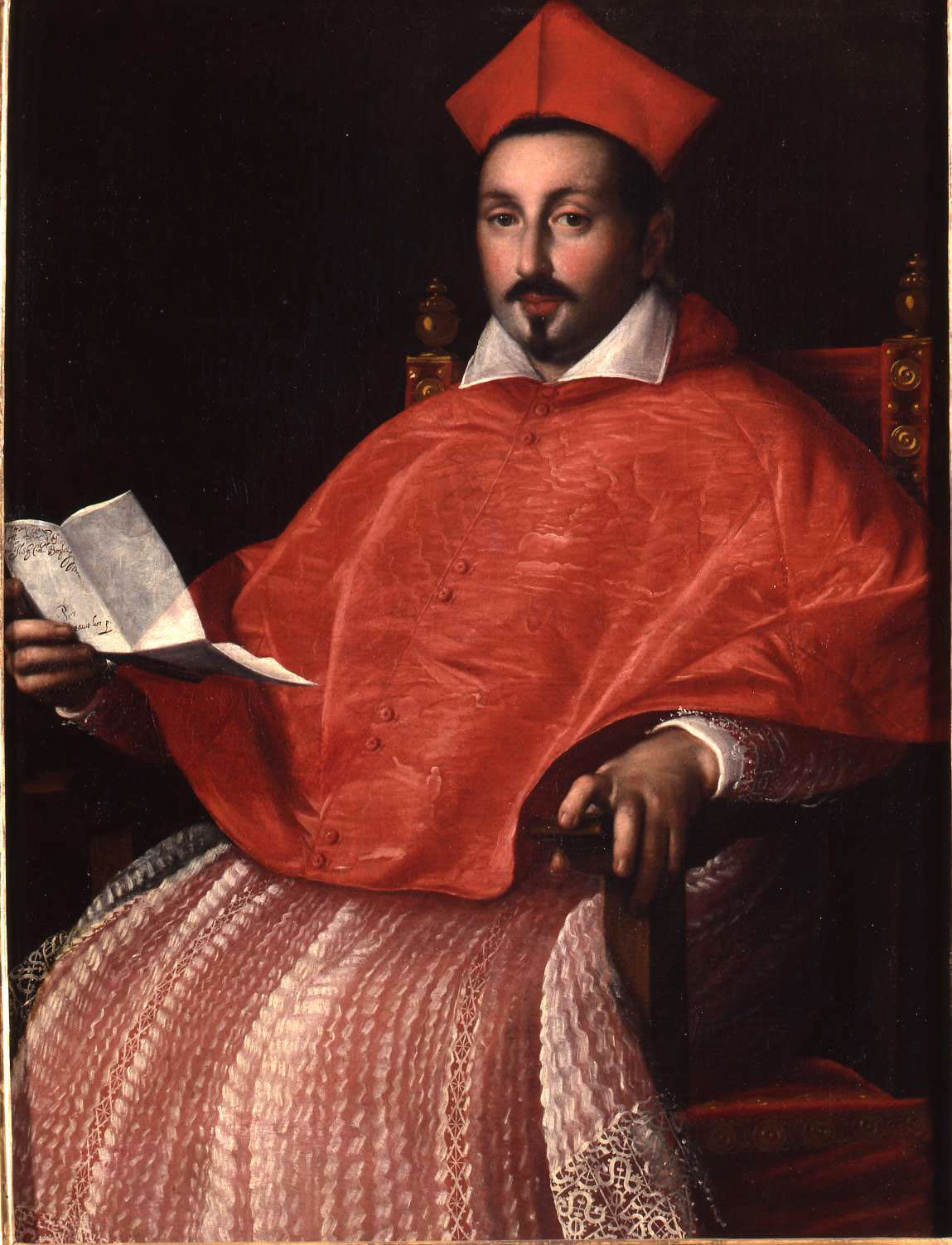
Porträt des jungen Kardinals (von Ottavio Leoni)
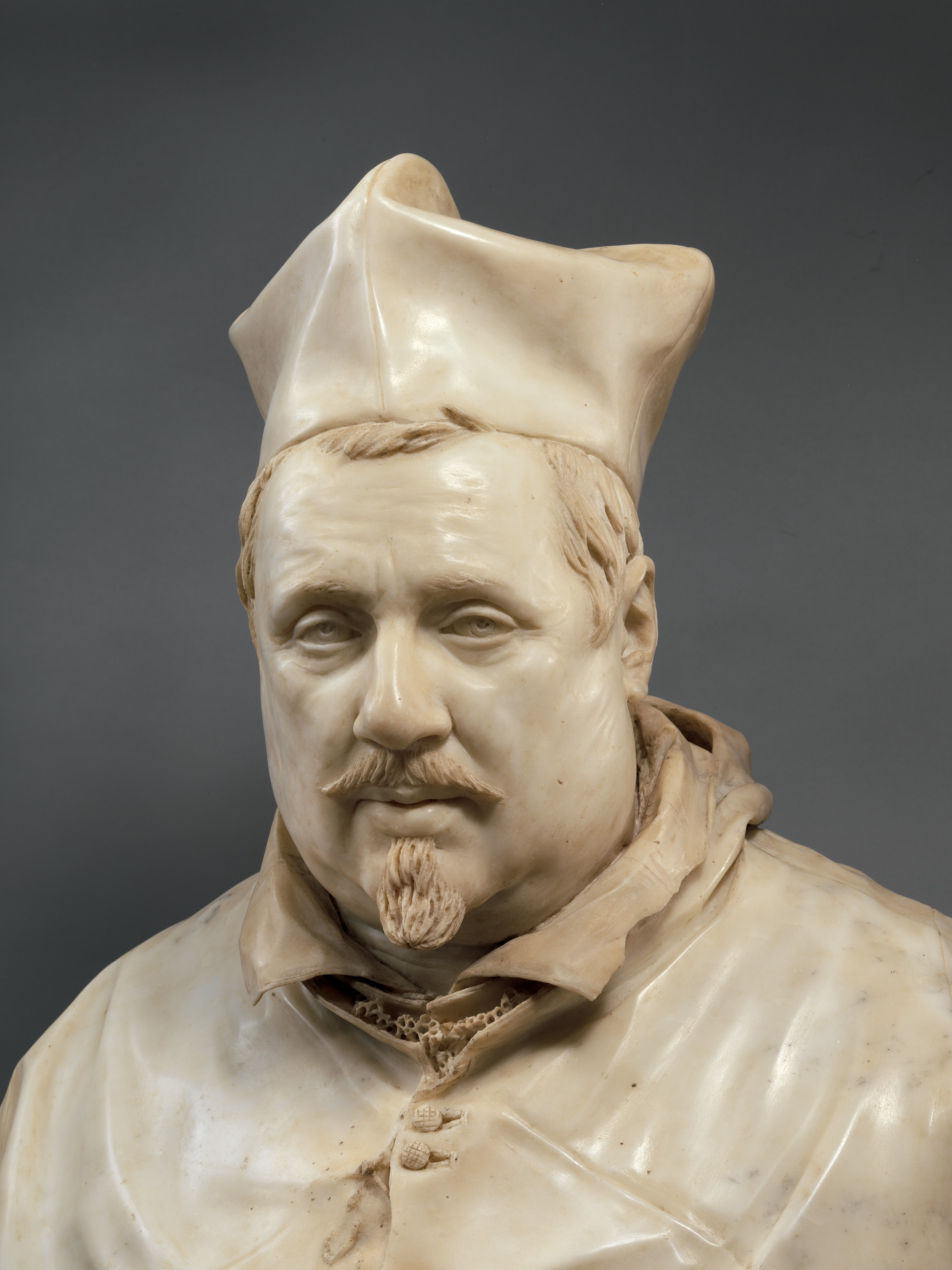
Büste des Kardinals (um 1631 von Giuliano Finelli)
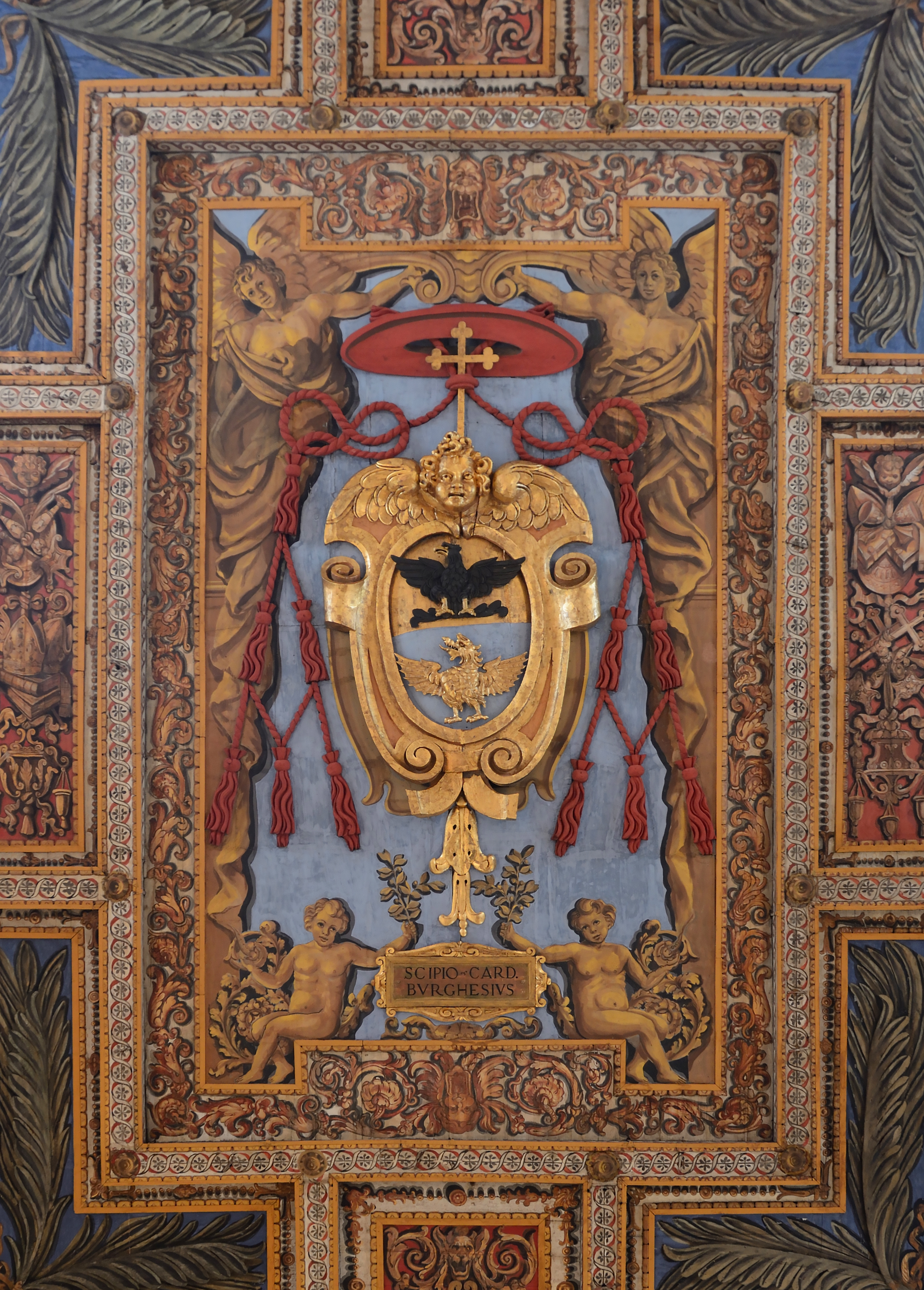
Kardinalswappen in San Sebastiano (Rom)
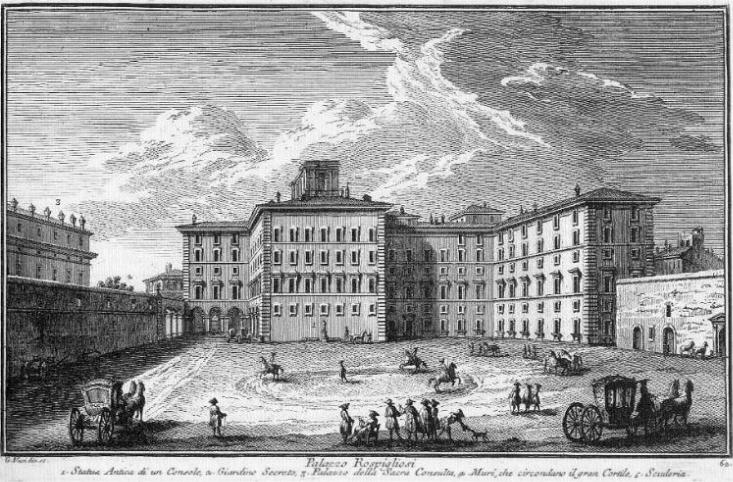
Palazzo Pallavicini Rospigliosi